# 日本サッカー殿堂
日本サッカー殿堂（にっぽんサッカーでんどう）は、日本サッカー協会が、日本のサッカーの発展に尽力した人物に対する表彰である。東京都文京区の日本サッカー協会ビル内にある日本サッカーミュージアムでレリーフを展示している。2005年に創設された。

## 選出対象
投票選考
- 日本サッカーに永年にわたって、顕著な貢献をした者[1]
- 満60歳以上（選考時）の者（物故者は除く）[1]

過去には「サッカー日本代表で50試合以上出場」「旧日本サッカーリーグ（JSL）1部に150試合出場」「年間最優秀選手受賞者」のいずれかを満たした者で、かつJリーグ等のチームで現役の監督・コーチを務めていない、という基準があったが、そもそもこの基準に該当する候補者が限られるという問題があったため、基準が改められている。
特別選考
- プレーヤー以外で、顕著な貢献をした者[1]
- 委員会が特に認める顕著な活躍をしたプレーヤー[1]
- 日本サッカー協会歴代会長[1]

## 選出方法
選手の部は、殿堂委員会が内規に従い候補者名簿を作成する。殿堂委員会は最大11名の委員で構成され、委員長（任期2年）は慣例的に元協会会長が務めることになっている。候補者選定後は、サッカー関係者などによる投票を行う。投票方式は1人2票の記名投票で、原則として得票率75%以上の者が推薦されて選出される。一方で得票率が10%未満の者、初回の名簿掲載を含め3回以内に75%以上の得票を得られなかった者は候補者名簿から外される。
特別選考は、投票を行わず殿堂委員会に推薦されて選出される。
第1回選考は、東京・メキシコオリンピックのプレーヤーを対象に、特例で50%以上の得票者を推薦し、2005年3月10日の理事会で承認された。
第2回選考は1964年以前に顕著な活躍をした選手らを対象に10～20人程を推薦し、2006年4月13日の理事会で承認された。
第3回以降は選考時期を固定化する方針で、7月の理事会で殿堂入り対象者を承認した後、9月10日の日本協会の創立記念日に式典を行う。
第13回からは個人に加え、チームも選考対象となっている。

## 殿堂入り選手・関係者
※斜字体は殿堂入りした時点で故人だった人物
| 回数          | 回数                          | 名前                           | 備考          |
| ------------- | ----------------------------- | ------------------------------ | ------------- |
| 2005年 第1回  | 特別掲額                      | 高円宮憲仁親王                 | JFA名誉総裁   |
| 2005年 第1回  | 投票掲額者                    | 釜本邦茂                       |               |
| 2005年 第1回  | 投票掲額者                    | 杉山隆一                       |               |
| 2005年 第1回  | 投票掲額者                    | 平木隆三                       |               |
| 2005年 第1回  | 投票掲額者                    | 宮本征勝                       |               |
| 2005年 第1回  | 投票掲額者                    | 八重樫茂生                     |               |
| 2005年 第1回  | 委員会推薦掲額者 （歴代会長） | 今村次吉                       | 初代JFA会長   |
| 2005年 第1回  | 委員会推薦掲額者 （歴代会長） | 深尾隆太郎                     | 第2代JFA会長  |
| 2005年 第1回  | 委員会推薦掲額者 （歴代会長） | 高橋龍太郎                     | 第3代JFA会長  |
| 2005年 第1回  | 委員会推薦掲額者 （歴代会長） | 野津謙                         | 第4代JFA会長  |
| 2005年 第1回  | 委員会推薦掲額者 （歴代会長） | 平井富三郎                     | 第5代JFA会長  |
| 2005年 第1回  | 委員会推薦掲額者 （歴代会長） | 藤田静夫                       | 第6代JFA会長  |
| 2005年 第1回  | 委員会推薦掲額者 （歴代会長） | 島田秀夫                       | 第7代JFA会長  |
| 2005年 第1回  | 委員会推薦掲額者 （歴代会長） | 長沼健                         | 第8代JFA会長  |
| 2005年 第1回  | 委員会推薦掲額者 （歴代会長） | 岡野俊一郎                     | 第9代JFA会長  |
| 2005年 第1回  | 委員会推薦掲額者 （特別選考） | 川本泰三                       |               |
| 2005年 第1回  | 委員会推薦掲額者 （特別選考） | デットマール・クラマー         |               |
| 2005年 第1回  | 委員会推薦掲額者 （特別選考） | 山田午郎                       |               |
| 2005年 第1回  | 委員会推薦掲額者 （特別選考） | 竹腰重丸                       |               |
| 2005年 第1回  | 委員会推薦掲額者 （特別選考） | 田辺治太郎（第14代田辺五兵衛） |               |
| 2005年 第1回  | 委員会推薦掲額者 （特別選考） | 村形繁明                       |               |
| 2006年 第2回  | 委員会推薦掲額者 （特別選考） | 岩谷俊夫                       |               |
| 2006年 第2回  | 委員会推薦掲額者 （特別選考） | 小野卓爾                       |               |
| 2006年 第2回  | 委員会推薦掲額者 （特別選考） | 賀川太郎                       |               |
| 2006年 第2回  | 委員会推薦掲額者 （特別選考） | 篠島秀雄                       |               |
| 2006年 第2回  | 委員会推薦掲額者 （特別選考） | 竹内悌三                       |               |
| 2006年 第2回  | 委員会推薦掲額者 （特別選考） | 玉井操                         |               |
| 2006年 第2回  | 委員会推薦掲額者 （特別選考） | 鴇田正憲                       |               |
| 2006年 第2回  | 委員会推薦掲額者 （特別選考） | 新田純興                       |               |
| 2006年 第2回  | 委員会推薦掲額者 （特別選考） | 二宮洋一                       |               |
| 2006年 第2回  | 委員会推薦掲額者 （特別選考） | 福島玄一                       |               |
| 2006年 第3回  | 投票掲額者                    | 横山謙三                       |               |
| 2006年 第3回  | 投票掲額者                    | 森孝慈                         |               |
| 2006年 第3回  | 投票掲額者                    | 宮本輝紀                       |               |
| 2006年 第3回  | 投票掲額者                    | 渡辺正                         |               |
| 2006年 第3回  | 投票掲額者                    | 小城得達                       |               |
| 2006年 第3回  | 委員会推薦掲額者 （特別選考） | 坪井玄道                       |               |
| 2006年 第3回  | 委員会推薦掲額者 （特別選考） | 内野台嶺                       |               |
| 2007年 第4回  | 投票掲額者                    | 鎌田光夫                       |               |
| 2007年 第4回  | 投票掲額者                    | 山口芳忠                       |               |
| 2007年 第4回  | 投票掲額者                    | 片山洋                         |               |
| 2007年 第4回  | 委員会推薦掲額者 （特別選考） | チョー・ディン                 |               |
| 2007年 第4回  | 委員会推薦掲額者 （特別選考） | 鈴木重義                       |               |
| 2008年 第5回  | 投票掲額者                    | （選出者無し）                 |               |
| 2008年 第5回  | 委員会推薦掲額者 （歴代会長） | 川淵三郎                       | 第10代JFA会長 |
| 2008年 第5回  | 委員会推薦掲額者 （特別選考） | ウイリアム・ヘーグ             |               |
| 2008年 第5回  | 委員会推薦掲額者 （特別選考） | 手島志郎                       |               |
| 2009年 第6回  | 投票掲額者                    | 松本育夫                       |               |
| 2009年 第6回  | 委員会推薦掲額者 （特別選考） | 高橋英辰                       |               |
| 2009年 第6回  | 委員会推薦掲額者 （特別選考） | 大谷四郎                       |               |
| 2009年 第6回  | 委員会推薦掲額者 （特別選考） | 丸山義行                       |               |
| 2010年 第7回  | 投票掲額者                    | 吉村大志郎                     |               |
| 2010年 第7回  | 投票掲額者                    | 落合弘                         |               |
| 2010年 第7回  | 委員会推薦掲額者 （特別選考） | 賀川浩                         |               |
| 2010年 第7回  | 委員会推薦掲額者 （特別選考） | 大畠襄                         |               |
| 2010年 第7回  | 委員会推薦掲額者 （特別選考） | 浅見俊雄                       |               |
| 2010年 第7回  | 委員会推薦掲額者 （特別選考） | 鈴木良三                       |               |
| 2011年 第8回  | 投票掲額者                    | （選出者なし）                 |               |
| 2011年 第8回  | 委員会推薦掲額者 （特別選考） | 多和健雄                       |               |
| 2011年 第8回  | 委員会推薦掲額者 （特別選考） | 牛木素吉郎                     |               |
| 2011年 第8回  | 委員会推薦掲額者 （特別選考） | クリストファー・マクドナルド   |               |
| 2012年 第9回  | 投票掲額者                    | 奥寺康彦                       |               |
| 2012年 第9回  | 投票掲額者                    | 永井良和                       |               |
| 2012年 第9回  | 委員会推薦掲額者 （特別選考） | 金子勝彦                       |               |
| 2012年 第9回  | 委員会推薦掲額者 （特別選考） | 奈良原武士                     |               |
| 2013年 第10回 | 投票掲額者                    | （選出者無し）                 |               |
| 2013年 第10回 | 委員会推薦掲額者 （歴代会長） | 小倉純二                       | 第12代JFA会長 |
| 2013年 第10回 | 委員会推薦掲額者 （特別選考） | ハンス・オフト                 |               |
| 2013年 第10回 | 委員会推薦掲額者 （特別選考） | 高田静夫                       |               |
| 2014年 第11回 | 委員会推薦掲額者 （特別選考） | 諸橋晋六                       |               |
| 2014年 第11回 | 委員会推薦掲額者 （特別選考） | 小沢通宏                       |               |
| 2014年 第11回 | 委員会推薦掲額者 （特別選考） | 野村六彦                       |               |
| 2015年 第12回 | 委員会推薦掲額者 （特別選考） | 松丸貞一                       |               |
| 2015年 第12回 | 委員会推薦掲額者 （特別選考） | 下村幸男                       |               |
| 2015年 第12回 | 委員会推薦掲額者 （特別選考） | 二宮寛                         |               |
| 2015年 第12回 | 委員会推薦掲額者 （特別選考） | 鬼武健二                       |               |
| 2016年 第13回 | 特別選考                      | ジーコ                         |               |
| 2017年 第14回 | 特別選考                      | 加茂周                         |               |
| 2017年 第14回 | 特別選考                      | 今井恭司                       |               |
| 2018年 第15回 | 投票選考                      | 加藤久                         |               |
| 2018年 第15回 | 投票選考                      | ラモス瑠偉                     |               |
| 2019年 第16回 | 特別選考                      | 西野朗                         |               |
| 2019年 第16回 | 特別選考                      | 岡田武史                       |               |
| 2019年 第16回 | 特別選考                      | 佐々木則夫                     |               |
| 2020年 第17回 | 投票選考                      | 木村和司                       |               |
| 2020年 第17回 | 特別選考                      | フィリップ・トルシエ           |               |
| 2022年 第18回 | 特別選考                      | イビチャ・オシム               |               |
| 2022年 第18回 | 特別選考                      | 小嶺忠敏                       |               |
| 2022年 第18回 | 特別選考                      | 北山朝徳                       |               |
| 2022年 第18回 | 特別選考                      | 綾部美知枝                     |               |
| 2023年 第19回 | 特別選考                      | 大澤英雄                       |               |
| 2023年 第19回 | 特別選考                      | 大仁邦彌                       | 第13代JFA会長 |
| 2023年 第19回 | 特別選考                      | セルジオ越後                   |               |
| 2023年 第19回 | 特別選考                      | 高橋陽一                       |               |
| 2024年 第20回 | 特別選考                      | アルベルト・ザッケローニ       |               |

| 回数          | 名称                                                                    | 備考 |
| ------------- | ----------------------------------------------------------------------- | ---- |
| 2016年 第13回 | 第11回オリンピック競技大会（1936/ベルリン）日本代表チーム               |      |
| 2018年 第15回 | 第19回オリンピック競技大会（1968/メキシコシティ）日本代表チーム         |      |
| 2023年 第19回 | FIFA女子ワールドカップドイツ2011 なでしこジャパン（日本女子代表チーム） |      |